# شيهو هيساماتسو
شيهو هيساماتسو (باليابانية: 久松志保) مواليد 4 يوليو 1979 في كاغوشيما، هي لاعبة كرة مضرب يابانية بدأت مسيرتها كمحترفة سنة 1996 تلعب باليد اليمنى وتحتل حالياً المرتبة رقم. 1067 (19 يناير 2015) في تصنيف رابطة محترفات كرة المضرب. أعلى تصنيف لها في الفردي كان المركز الـ 143 في سنة 2006.

## روابط خارجية
- شيهو هيساماتسو على موقع رابطة محترفات التنس (الإنجليزية)
- شيهو هيساماتسو على موقع الاتحاد الدولي لكرة المضرب (الإنجليزية)
- شيهو هيساماتسو على موقع خلاصة التنس.كوم (الإنجليزية)
- شيهو هيساماتسو على موقع إي إس بي إن.كوم (الإنجليزية)